# Фолкнер, Нил
Нил Фолкнер (англ. Neil Faulkner; 1958 — 4 февраля 2022) — британский археолог, историк, преподаватель, телеведущий, автор научно-популярных книг и левый политический активист троцкистского толка.
Доктор философии.

## Биография
Вырос в Танбридж-Уэллсе.
Учился в Skinners' School и Королевском колледже Кембриджского университета, а также Институте археологии Университетского колледжа Лондона. Прежде чем стать археологом, был школьным учителем.
Был научным сотрудником в университете Бристоля и редактором ежемесячника Military History Monthly. Кроме того, он вёл проект по изучению Великого арабского восстания (в Иордании) и Седжфордский историко-археологический исследовательский проект (Норфолк, Англия). 22 мая 2008 года был избран членом Лондонского общества антикваров (ФСА).
Был близок и имел троих детей с одной из дочерей Дэвида Харриса.

## Исследования
Первоначально специализируясь на истории Древнего Рима, он с 1996 года проводил раскопки англосаксонской эпохи в Норфолке. В 2016 году он завершил десятилетний полевой проект, изучая военные походы Лоуренса Аравийского в Южной Иордании во время Великого арабского восстания.
Автор многочисленных статей и многочисленных научных трудов, включая десять книг: «Упадок и падение Римской Британии»; «Апокалипсис: Великое иудейское восстание против Рима» (переведена на русский под названием «Апокалипсис, или Первая иудейская война»); «Рим: империя орлов»; «Путеводитель по древним Олимпиадам»; «Марксистская история мира: от неандертальцев до неолибералов»; «Копая Седжфорд: народная археология».

## Телевидение
Фолкнер нередко появлялся на телевидении и как академический специалист, и как политический комментатор. Он участвовал в телепередачах Time Team на Channel Four, Timewatch на BBC2 и The British на Sky Atlantic, а также в фильмах National Geografic и других ТВ-каналов. Снял несколько короткометражных документальных фильмов по истории для передачи Тарика Али «The World Today» на латиноамериканском канале Telesur.

## Политика
Фолкнер — марксист и революционно-социалистический активист троцкистского толка. Пробыв на протяжении длительного времени членом Социалистической рабочей партии и затем организации «Counterfire», он с 2015 года занялся организацией Левого книжного клуба (Left Book Club), продолжающего традицию одноимённого издательства 1936—1948 годов. Вступил в Лейбористскую партию, чтобы в составе леворадикальной группы Momentum поддерживать партийного лидера Джереми Корбина.

## Переводы на русский
- Фолкнер Н. Апокалипсис, или Первая Иудейская война = Apocalypse: The Great Jewish Revolt against Rome ad 66—73 / Нейл Фолкнер; Пер. А. Помогайбо. — М.: Вече, 2006. — 496 с. — (Terra Historica). — 3000 экз. — ISBN 5-9533-1664-X.